# Volupté (film)
Pour plus de détails, voir Fiche technique et Distribution.
Volupté (titre original : Go Naked in the World) est un film américain de Ranald MacDougall, sorti en 1961.

## Synopsis
Nick Stratton est enfin démobilisé de l'Armée. Alors qu'il s'imagine retrouver la liberté civile, il s'aperçoit que son père a organisé la vie de son fils. Devant une telle déception, Nick décide de contrarier les plans de son père...

## Fiche technique
- Titre original : Go Naked in the World
- Réalisation : Ranald MacDougall
- Scénario : Ranald MacDougall d'après le livre de Tom T. Chamales
- Directeur de la photographie : Milton R. Krasner
- Montage : John McSweeney Jr.
- Musique : Adolph Deutsch
- Costumes : Helen Rose
- Production : Aaron Rosenberg
- Genre : Drame
- Pays de production :  États-Unis
- Durée : 103 minutes
- Dates de sortie :
  - États-Unis : 10 mars 1961 (New York)
  - Espagne : 6 novembre 1961 (Madrid)

## Distribution
- Gina Lollobrigida (VF : Julia Dancourt) : Giulietta (Juliette en VF) Cameron
- Anthony Franciosa (VF : Jean-François Calvé) : Nick Stratton
- Ernest Borgnine (VF : William Sabatier) : Pete Stratton
- Luana Patten (VF : Arlette Thomas) : Yvonne Stratton
- Will Kuluva (VF : Roger Carel) : Argus Dlavolos
- Philip Ober (VF : Jean-Henri Chambois) : Josh (Georges en VF) Kebner
- John Kellogg (VF : Jacques Thébault) : Cobby, le détective de l'Hôtel
- Nancy R. Pollock : Mary Stratton
- Tracey Roberts : Diana